# Phegopteris bukoensis
Phegopteris bukoensis là một loài thực vật có mạch trong họ Thelypteridaceae. Loài này được (Tagawa) Tagawa miêu tả khoa học đầu tiên năm 1938.